# 布列塔尼 (贝尔福地区省)
布列塔尼（法語：Bretagne，法語發音：[bʁətaɲ] ⓘ）是法国勃艮第-弗朗什-孔泰大区贝尔福地区省的一个市镇，属于贝尔福区。

## 地理
布列塔尼（47°35'43"N, 6°59'52"E）面积4.67 平方千米，位于法国勃艮第-弗朗什-孔泰大區贝尔福地区省，该省份为法国东北部内陆省份，东临上莱茵省，北起孚日省，西接上索恩省，南与杜省和瑞士接壤。
与布列塔尼接壤的市镇（或旧市镇、城区）包括：蒙特勒堡、布勒博特、新蒙特勒、大沙瓦讷、格罗讷、欧特勒谢讷、韦莱斯科。

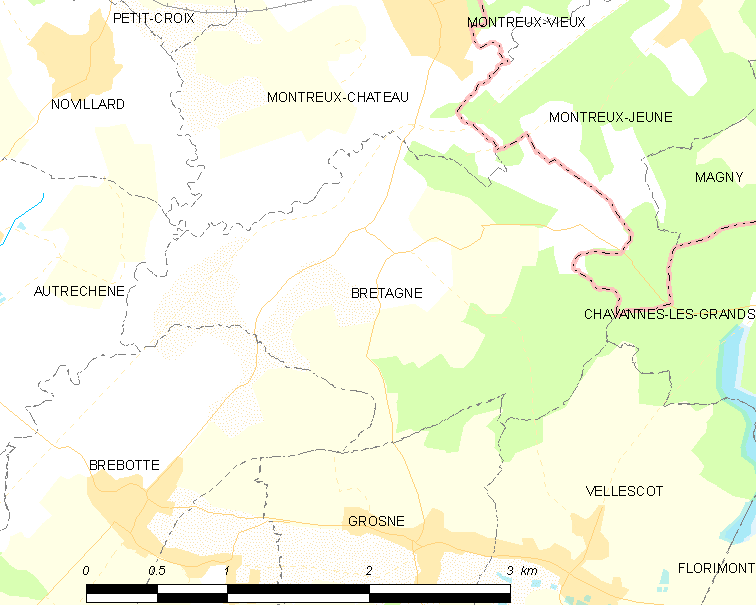
的OSM定位图

布列塔尼的时区为UTC+01:00、UTC+02:00（夏令时）。

## 行政
布列塔尼的邮政编码为90130，INSEE市镇编码为90019。

## 政治
布列塔尼所属的省级选区为格朗维拉尔县。

## 人口

1962-2008年间人口变化图示

布列塔尼于2022年1月1日时的人口数量为314人。